# Hans Himmler
Hans Himmler (* 18. November 1890 in Nordhausen; † 31. März 1970 ebenda) war ein deutscher Politiker und Funktionär (SPD, KPD, SED). Von 1946 bis 1952 war er Oberbürgermeister von Nordhausen.

## Leben
Hans Himmler wurde als neuntes Kind des Lokführers August Himmler und dessen Ehefrau Auguste in Nordhausen am Harz geboren. Nachdem er zwei Lehren abgebrochen hatte, ging er 1909 ins Ruhrgebiet, um im Bergbau zu arbeiten. Nach einem schweren Arbeitsunfall, bei dem sein rechter Fuß mehrfach gebrochen wurde, kehrte er nach Nordhausen zurück. Durch den Unfall, der eine lebenslange Behinderung hinterließ, wurde Himmler im Ersten Weltkrieg als wehruntauglich eingestuft und bei Krupp in Essen dienstverpflichtet.
1917 trat er hier der SPD bei und arbeitete 1918/19 in einem Arbeiter- und Soldatenrat mit. Während der Ruhrkämpfe war er aktives Mitglied der Roten Ruhrarmee und wurde in den Kämpfen am 5. April 1920 gefangen gesetzt und am gleichen Tag durch ein Standgericht eines bayerischen Schützenregiments zum Tode verurteilt. Die Strafe wurde später in Festungshaft umgewandelt, die er bis Dezember 1920 in Wesel verbüßte.
Nach seiner Haftentlassung zog Himmler zurück nach Nordhausen, lernte die KPD-Politikerin und spätere Reichstagsabgeordnete Johanna (Hanna) Mildner kennen und beide zogen in ihre Heimatstadt Chemnitz. Dort heirateten sie im April 1923, ein Jahr später wurde Tochter Nora geboren. Hans Himmler war in verschiedenen Betrieben tätig, fand aber mit Beginn der Weltwirtschaftskrise keine Anstellung mehr. Fortan widmete er sich der Parteiarbeit und der Arbeit unter den Erwerbslosen. Ende 1920er Jahre wurde er Mitglied der KPD.
Ab 1930 war er als sogenannter Sitzredakteur bei der Kampfgruppen-Zeitung Der Kämpfer tätig. Im Oktober 1931 wurde Himmler verhaftet und vor dem Reichsgericht wegen literarischem Hochverrat zu 1½-jähriger Festungshaft verurteilt. Nach Ende der Haft arbeitete er in der Bezirksleitung Leipzig der KPD, nach dem faktischen Verbot der KPD im Februar 1933 durch die Nationalsozialisten setzte er seine Parteiarbeit in der Illegalität fort. Am 31. Dezember 1933 wurde er in „Schutzhaft“ genommen und ein Verfahren wegen Hochverrats eingeleitet. Im Januar 1935 wurde er zu zwei Jahren Zuchthaus verurteilt. Durch die Anrechnung der Untersuchungshaft kam er am 8. Februar 1936 aus der Haft. Bereits am 10. Februar 1936 wurde er erneut in Schutzhaft genommen und bis zum 22. Dezember 1936 im Konzentrationslager Sachsenburg interniert. Danach arbeitete er in verschiedenen Chemnitzer Firmen als Bauhilfs- bzw. Tiefbauarbeiter. Wegen gesundheitlichen Problemen musste er am 5. Januar 1940 eine Tätigkeit als Härter in einer Spiralfederfabrik aufnehmen. Die Bombardierung von Chemnitz und die Zerstörung der Wohnung am 5. März 1945 veranlassten ihn, mit seiner Tochter in seine Heimatstadt Nordhausen umzuziehen. Seine Ehefrau Hanna wurde im August 1944 verhaftet und war bis April 1945 im Konzentrationslager Ravensbrück.
In Nordhausen arbeitete er bis Mai 1945 als Bauarbeiter, von Mai bis Juli 1945 bei der Polizei als Verantwortlicher für Bergungsarbeiten und Enttrümmerung. Nach dem Wechsel der Besatzungsmacht im Juli 1945, Nordhausen gehörte fortan zur Sowjetischen Besatzungszone, wurde er am 23. Juli 1945 Bürgermeister und ein Jahr später am 14. Juli 1946 Oberbürgermeister der Stadt Nordhausen. Daneben war er von 1946 bis 1947 Landrat des Landkreises Grafschaft Hohenstein (Nachfolger von Karl Schultes).
Wegen ständiger Auseinandersetzungen zwischen Himmler, dem Parteisekretär Fritz Schwager, dem Landessekretär Erich Mückenberger und Oberstaatsanwalt Korn, gegen den Himmler Drohungen ausstieß („Sie sind ein Saboteur, jawohl, ein Saboteur, sind Sie. Bilden Sie sich ja nichts ein, weil Sie der Oberstaatsanwalt sind. Wir werden Sie dahin bringen, wo Sie hingehören, das versichere ich Ihnen.“), wurde er 1952 als Oberbürgermeister abgelöst und als Abteilungsleiter im Ministerium für Wirtschaft des Landes Thüringen eingesetzt. Mit Bildung der Bezirke wurde er Abteilungsleiter Verkehr beim Rat des Bezirkes Suhl. Aus gesundheitlichen Gründen schied er am 26. Oktober 1953 aus dem Berufsleben aus. Seitdem war er ehrenamtlich tätig, so als Kreisvorsitzender der Gesellschaft für Deutsch-Sowjetische Freundschaft in Nordhausen.
Hans Himmler starb am 31. März 1970 in Nordhausen. Zu DDR-Zeiten wurde er mit hohen staatlichen und gesellschaftlichen Auszeichnungen geehrt. Am 18. Oktober 1960 erhielt er die Ehrenbürgerwürde der Stadt Nordhausen für seine „Verdienste um den Wiederaufbau der Stadt Nordhausen“ verliehen, die am 29. August 1990 durch die Stadtverordnetenversammlung wieder aberkannt wurde. 1990 wurde in Nordhausen-Ost die Hans-Himmler-Straße in Kurt-Wein-Straße umbenannt.